# Bongare indien
Bungarus caeruleus
Espèce
Synonymes
- Pseudoboa caerulea Schneider, 1801
- Boa lineata Shaw, 1802
- Bungarus arcuatus Duméril & Bibron,1854

Bungarus caeruleus, le Bongare indien, est une espèce de serpents de la famille des Elapidae.

## Répartition
Cette espèce se rencontre en Afghanistan, au Pakistan, en Inde, au Sri Lanka, au Bangladesh et au Népal.

## Description
Un adulte mesure environ 90 centimètres avec un longueur maximale de 1,5 mètre.

## Alimentation
Il se nourrit d'autres serpents, de lézards, de grenouilles, de souris et d'insectes.

## Venin
Même si sa morsure est relativement indolore, le venin de ce serpent provoque la mort d'un homme en deux ou trois heures. C'est un des serpents les plus venimeux du sous-continent indien. Il est actif plutôt pendant la nuit mais, si on le dérange, peut mordre le jour. Il vit dans les forêts, les champs et près des maisons.
Il fait partie des Big Four, le classement des quatre serpents les plus dangereux d'Inde avec le cobra à lunettes, la vipère de Russell et l'échide carénée. Il possède un venin neurotoxique

## Galerie

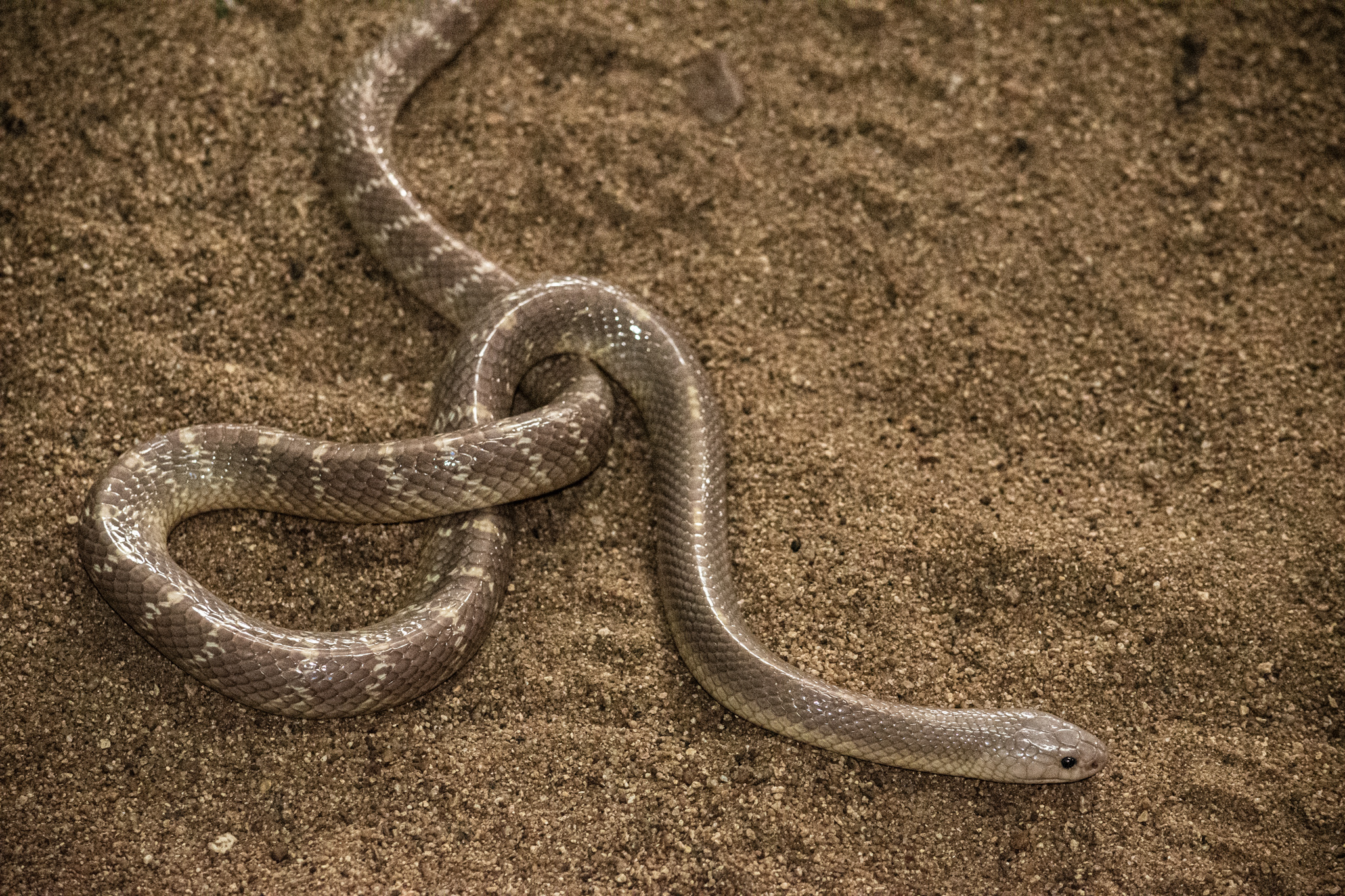
Spécimen peu coloré.
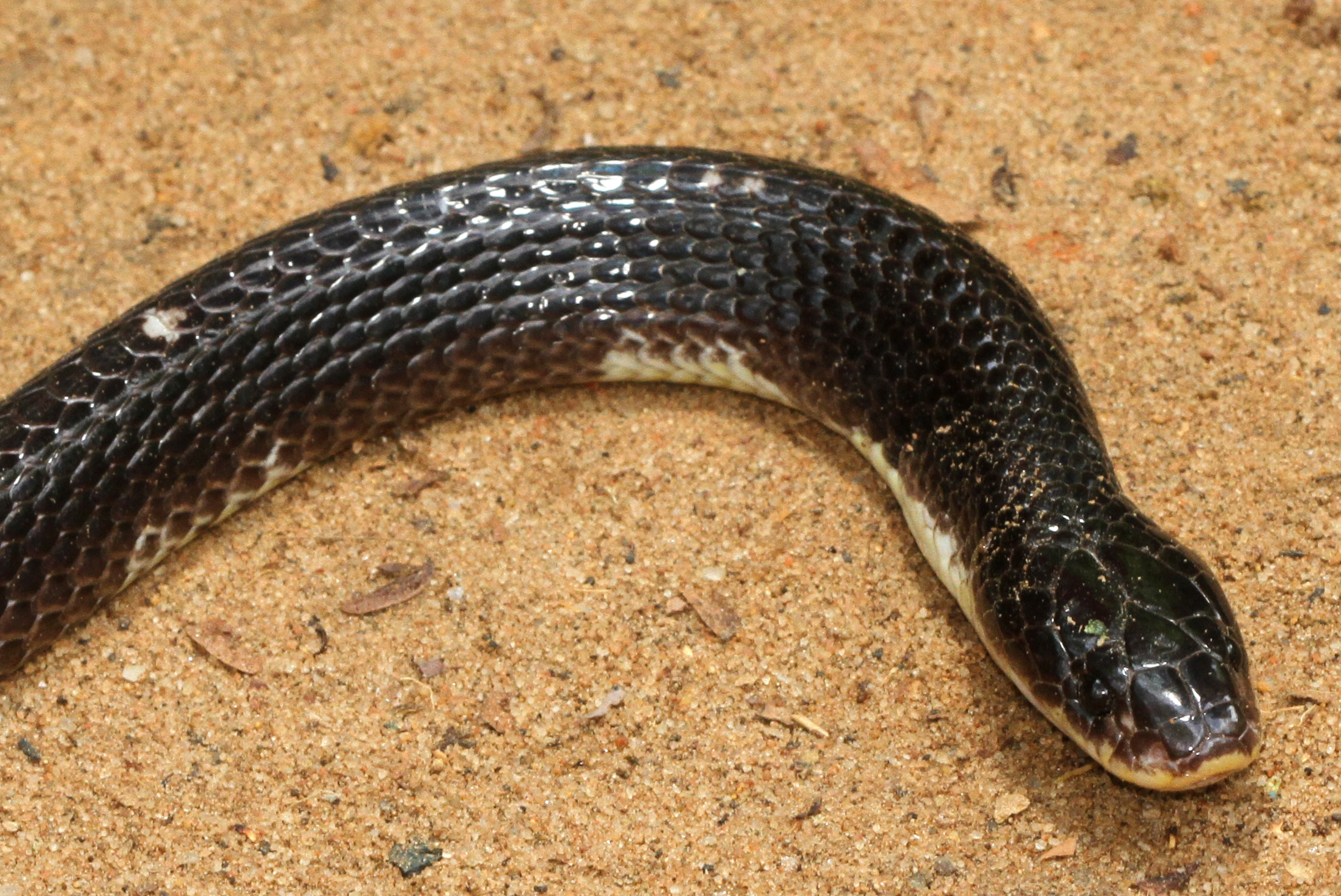
Tête de Bongare indien.
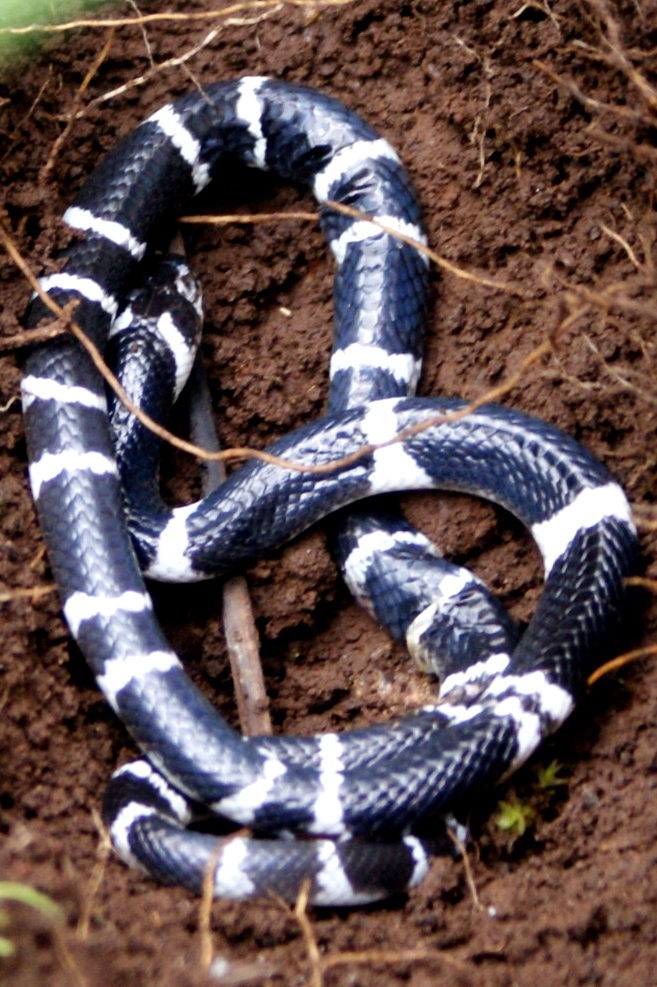
Individu plus contrasté.
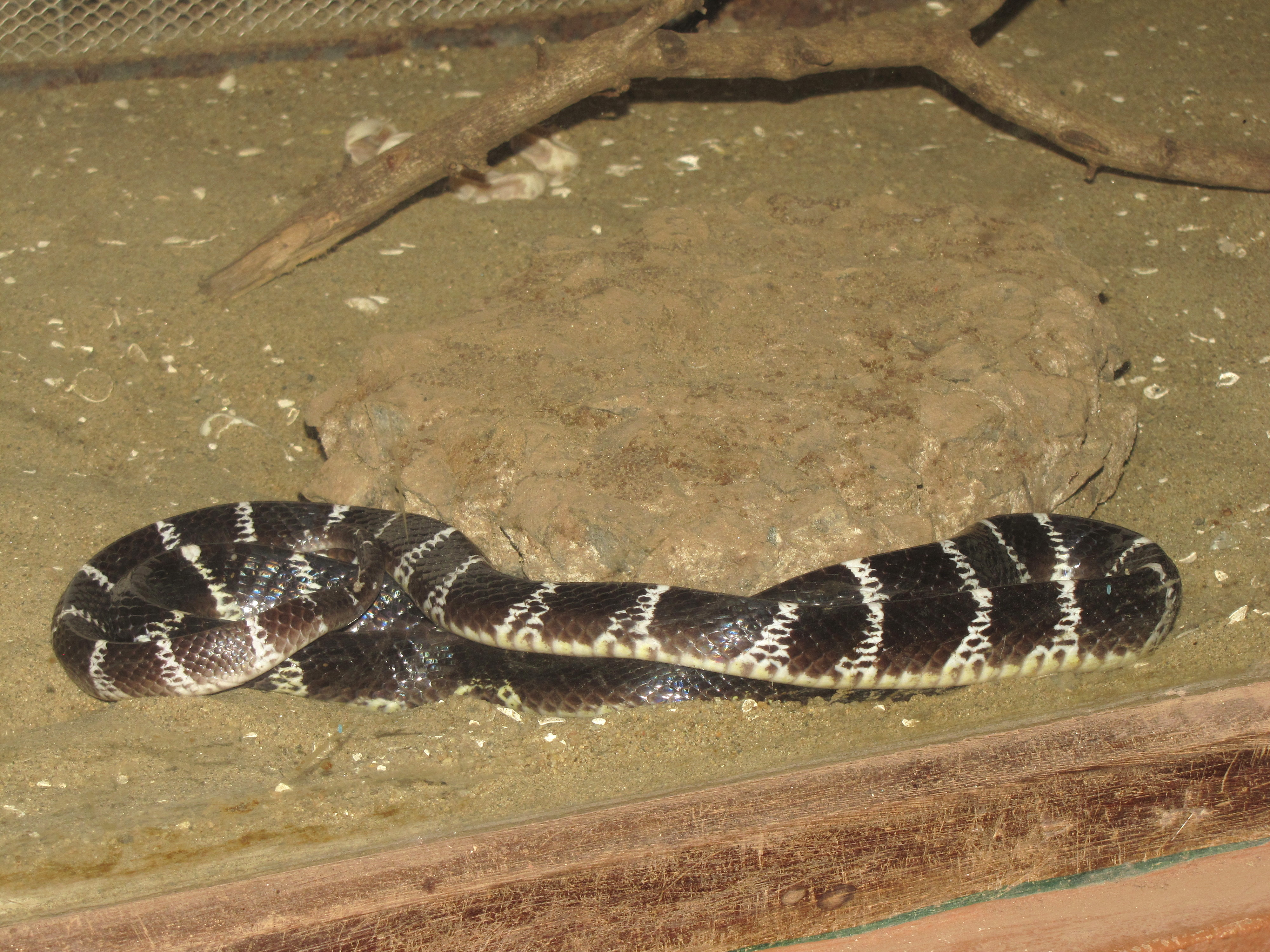
Spécimen en captivité en Inde.
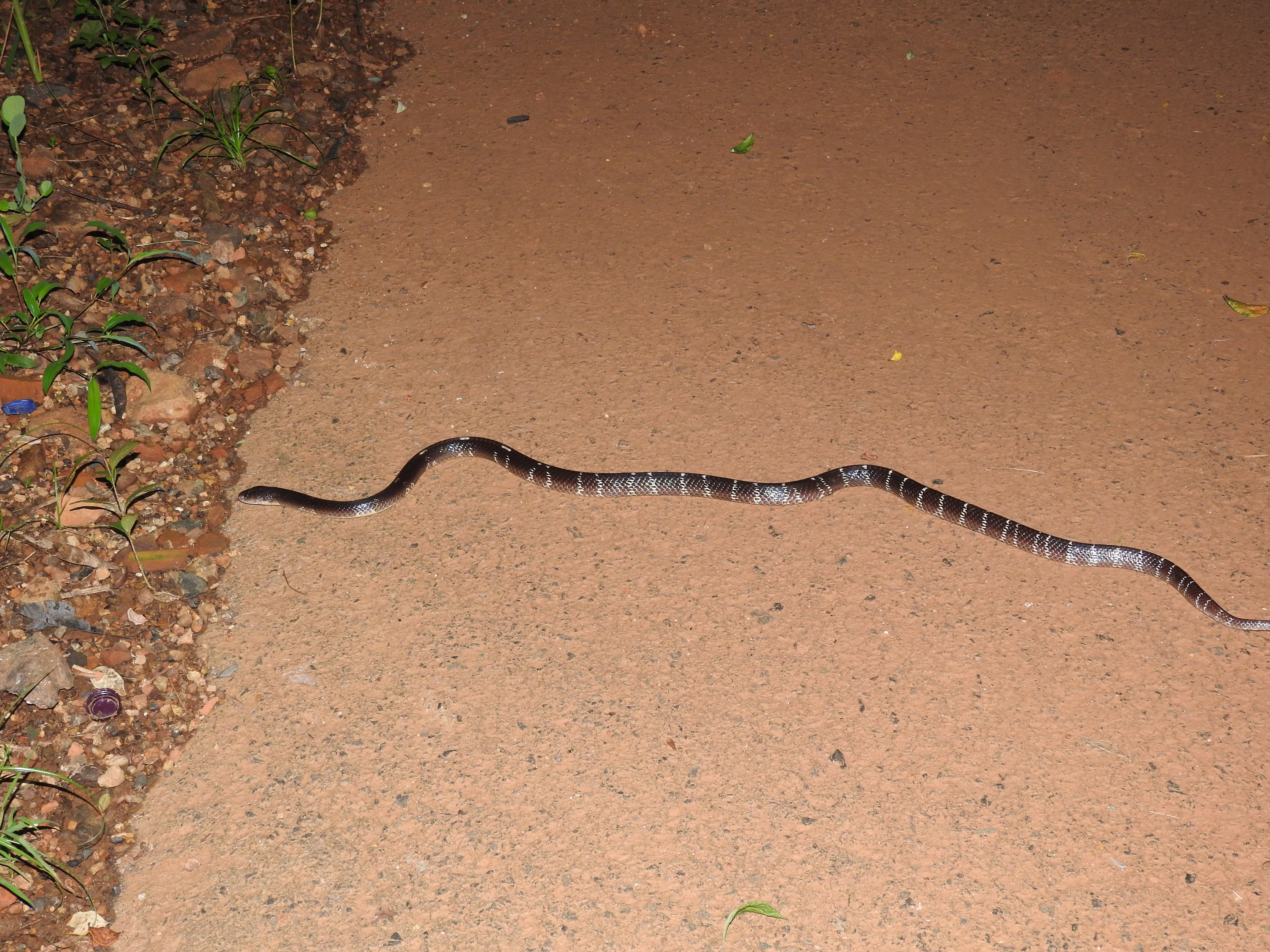
Cette espèce est souvent rencontrée la nuit.

## Confusion possible
Les couleuvres inoffensives du genre Lycodon, de plusieurs espèces, peuvent fortement ressembler aux bongares, également de plusieurs espèces.

## Publication originale
- Schneider, 1801 : Historiae Amphibiorum naturalis et literariae. Fasciculus secundus continens Crocodilos, Scincos, Chamaesauras, Boas. Pseudoboas, Elapes, Angues. Amphisbaenas et Caecilias. Frommani, Jena, p. 1-374 (texte intégral).